# Шосе A2 (Ботсвана)
Шосе A2 — дорога в Ботсвані, що пролягає від кордону з Намібією в Буйтепосі через Джваненг, Каньє та Лобаце до кордону з Південною Африкою біля Пайонер Гейт.
A2 є основним компонентом Транс-Калахарського коридору, який є магістральним коридором, який забезпечує прямий шлях від Мапуту в Мозамбіку через Преторію до центральної Намібії, зокрема до Віндгука та порту Волфіш-Бей. Існує додаткова асфальтована дорога від A2 через Ганзі до Мауна. Є лише дві заправні станції між Габороне та Ганзі, одна в Кані, а інша в Лекафане, тому відстані між станціями великі. Після завершення будівництва асфальтованої дороги від Ганзі до Мауна Транс-Калахаріське шосе забезпечує швидший шлях до Мауна, ніж східне шосе через Франсистаун. Проте дорога є небезпечною для швидкого пересування через автомобільний транспорт, особливо вночі, оскільки вона не огороджена, і велика кількість сільськогосподарських тварин вільно бродить по ній.